# چاه حاجی خواستی قنبرزهی
چاه حاجی خواستی قنبرزهی روستایی در دهستان چشمه زیارت بخش مرکزی شهرستان زاهدان استان سیستان و بلوچستان ایران است.

## جمعیت
بر پایه سرشماری عمومی نفوس و مسکن در سال ۱۳۹۵ جمعیت این روستا ۱۱۴ نفر (۲۶خانوار) بوده‌است.